# Ihregården

Ihregården (Fjärdingen 19:4) är en borgargård vid Övre Slottsgatan i Uppsala. Den ligger bredvid Geijersgården. Den är förklarad som byggnadsminne och förvaltas av Uppsala Akademiförvaltning.
Johan Ihre, som var professor i statsvetenskap. lät uppföra huvudbyggnaden 1754, och gården uppkallades efter honom.  Gårdshuset, som kallas "Röda stugan" uppfördes omkring år 1800.
Katedralskolans rektor, Rudolf Annerstedt, köpte både Ihregården och Geijersgården 1846.